# Justo de Rochester
Justo de Rochester (em latim: Iustus) foi o quarto arcebispo de Cantuária. Ele foi enviado da Itália para a Inglaterra por Gregório, o Grande, numa missão para cristianizar os anglo-saxões, que ainda praticavam o paganismo, provavelmente chegando com o segundo grupo de missionários em 601. Justo se tornou o primeiro bispo de Rochester em 604 e esteve no Concílio de Paris realizado em 614.
Após a morte do rei Etelberto de Câncio (Æthelberht) em 616, Justo foi forçado a fugir para a Gália, sendo reinstalado em sua diocese no ano seguinte. Em 624, ele se tornou o arcebispo em Cantuária, supervisionando o envio de missionários para a Nortúmbria. Após a sua morte, ele passou a ser reverenciado como um santo e um santuário foi construído na Abadia de Santo Agostinho.

## Chegada à Britânia

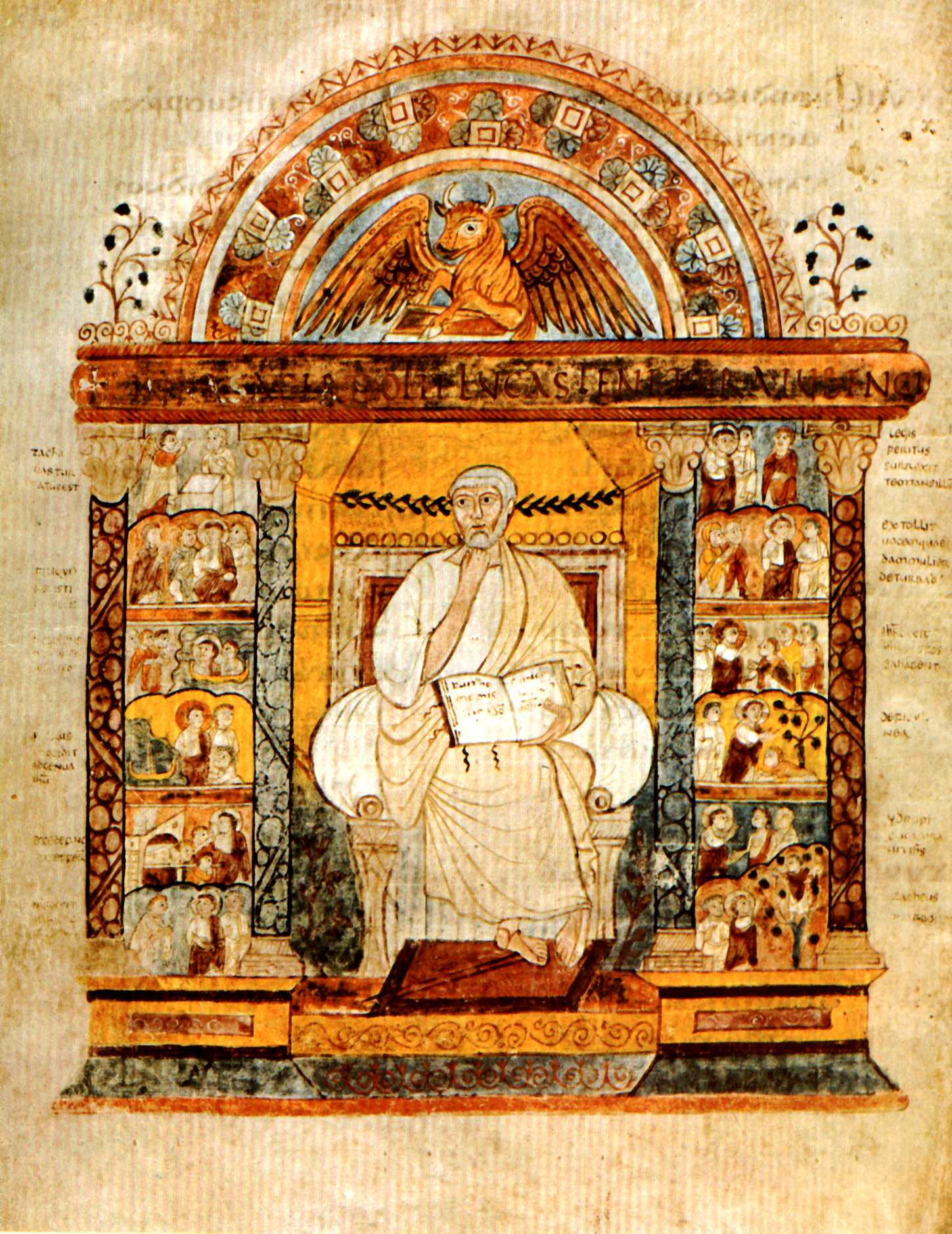
St. Augustine Gospels

Justo era um italiano e um membro da Missão gregoriana enviada à Britânia pelo Papa Gregório I. Quase tudo o que sabemos sobre ele e sua carreira deriva da obra História Eclesiástica do Povo Inglês, escrita no início do século VIII pelo monge Beda. Como Beda não descreve as origens de Justo, nada se sabe sobre ele anterior à sua chegada na ilha. Ele provavelmente chegou com o segundo grupo de missionários, enviado a pedido de Agostinho de Cantuária em 601. Alguns escritores contemporâneos descrevem Justo como sendo um dos missionários originais que chegaram com Agostinho em 597, mas Beda acreditava que ele teria vindo no segundo. Este segundo grupo incluía também Melito, que se tornaria futuramente o bispo de Londres e também arcebispo em Cantuária.
Se Justo era um membro do segundo grupo de missionários, então ele chegou com uma grande doação de livros e "todas as coisas necessárias para a liturgia e o ministério da Igreja" Um cronista de Cantuária do século XV, Thomas de Elmham, afirmou que ainda existiam diversos destes livros em Cantuária em sua época, embora ele não os tenha nomeado. Uma investigação sobre os manuscritos sobreviventes de Cantuária mostra que um possível candidato seja o Evangelho de Santo Agostinho, atualmente em Cambridge (Corpus Christi College, Manuscript (MS) 286.[nota a].

## Bispo de Rochester

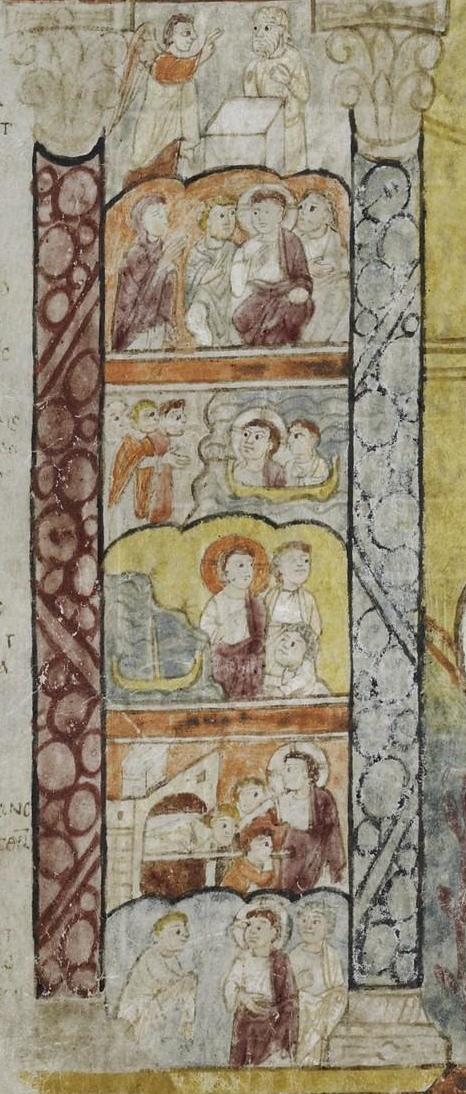
Detalhe do Evangelho de Santo Agostinho, um livro que talvez chegou à Inglaterra juntamente com Justo

Agostinho consagrou Justo como bispo em 604, responsável por uma província que incluía a cidade do Reino de Câncio de Rochester. O historiador Nicholas Brooks argumenta que escolha do local foi provavelmente não por ela ter sido uma sé episcopal no período romano, mas por causa de sua importância política na época. Embora a cidade fosse pequena, com apenas uma rua, ela estava na junção da Watling Street com o estuário do Medway e, por isso, era uma cidade murada. Pelo fato de Justo provavelmente não ter sido um monge - Beda jamais o chama assim - é provável que o seu clero na catedral também não fosse monástico.
Um documento (charter) supostamente do rei Etelberto, datado de 28 de abril de 604, sobreviveu no Textus Roffensis, assim como uma cópia baseada no Textus no Liber Temporalium, do século XIV. Escrito majoritariamente em latim, mas com uma cláusula de fronteira em inglês antigo, o documento relata uma doação de terra perto da cidade de Rochester para a igreja de Justo. Entre as testemunhas ali está Lourenço, o futuro sucessor de Agostinho, mas não o próprio. O texto então se volta a dois diferentes destinatários. Primeiro, Etelberto o endereça a seu filho Eadbaldo, que tinha sido apontado como um sub-governante da região de Rochester. E depois, a doação toda é então endereçada diretamente a Santo André, o santo patrono da igreja, um linguajar que encontra paralelos em outros documentos do mesmo arquivo.
O historiador Wilhelm Levison, escrevendo em 1946, era um cético sobre a autenticidade do documento. Em particular, ele acreditava que os dois destinatários são incongruentes e sugerem que o primeiro, antes do preâmbulo, pode ter sido inserido por alguém que conhecia a obra de Beda para ecoar a futura conversão de Eadbaldo (veja abaixo). Uma avaliação mais recente e mais positiva por John Morris argumenta que o documento e a sua lista de testemunhas são autênticos pois incorporam títulos e uma fraseologia que já tinha caído em desuso já em 800.
Etelberto construiu para Justo uma catedral em Rochester e as fundações da nave e do coro que estão parcialmente sob a atual Catedral de Rochester podem ser desta época. O que restou das fundações de um antigo edifício retangular, perto da parte sul da atual catedral, pode também ser contemporâneo de Justo ou ainda mais antigo, remontando a época romana.
Junto com Melito, o bispo de Londres, Justo assinou uma carta escrita pelo arcebispo Lourenço de Cantuária para os bispos da Irlanda, urgindo a igreja nativa a adotar o método romano de cálculo da data da Páscoa (veja controvérsia da Páscoa). Esta carta também mencionava o fato de missionários irlandeses, como o bispo Dagão, se recusarem a tomar parte das refeições com os demais missionários. Embora a carta em si não tenha sobrevivido, Beda cita partes dela.
Em 614, Justo compareceu ao Concílio de Paris, realizado pelo rei franco Clotário II. É incerto o motivo pelo qual Justo e Pedro, o abade de São Pedro e São Paulo em Cantuária[nota b], estarem presentes. Pode ser apenas o acaso, mas o historiador James Campbell sugeriu que Clotário convocou o clero da Britânia para comparecer para reafirmar o seu senhorio sobre Câncio. O historiador N. J. Higham oferece outra explicação para a presença dos dois, argumentando que Etelberto os teria enviado por conta de mudanças na política dos francos em relação ao Reino de Câncio, que poderiam ameaçar a independência do reino, e os dois clérigos teriam a missão de negociar uma solução com Clotário.
Uma reação pagã contra o cristianismo se seguiu à morte de Etelberto em 616, forçando Justo e Melito a fugirem para a Gália. O par provavelmente se refugiou com Clotário, na esperança de que o rei franco iria intervir e restaurá-los às suas sés, o que de fato aconteceu, com Justo reinstalado em 617 com a ajuda do rei. Melito também retornou para a Inglaterra, mas a situação com os pagãos não permitiu que ele voltasse para Londres. Após a morte de Lourenço, Melito se tornou então o arcebispo em Cantuária. De acordo com Beda, Justo recebeu cartas de encorajamento do Papa Bonifácio V (r. 619–625), assim como Melito, mas infelizmente não preservou nada delas. O historiador J. M. Wallace-Hadrill afirma que ambas eram apenas frases de encorajamento para os missionários.

## Arcebispo

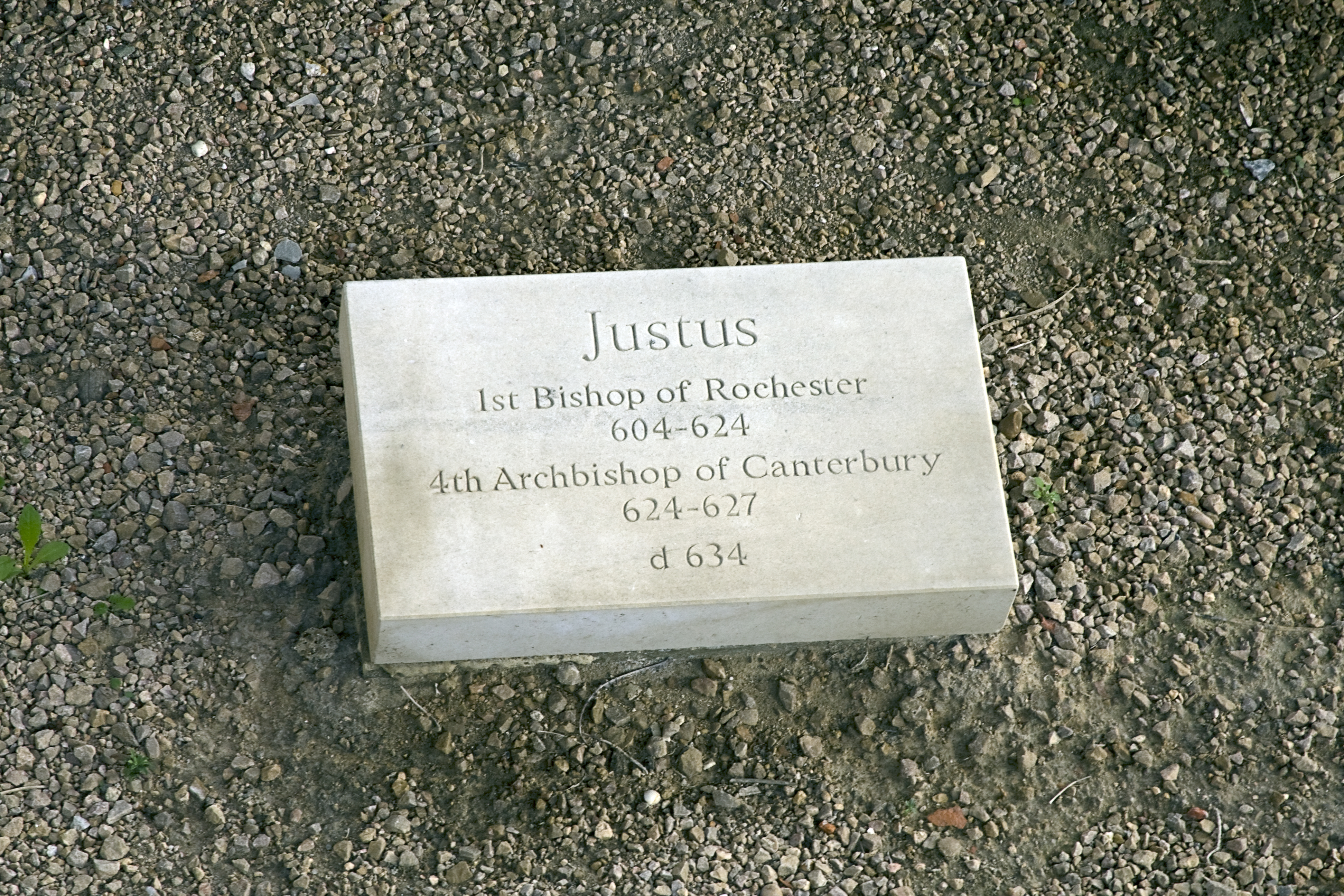
Lápide demarcando o local de sepultamento de Justo em Cantuária

Justo se tornou o arcebispo de Cantuária em 624, recebendo seu pálio - o símbolo da jurisdição confiada a arcebispos - do Papa Bonifácio V, logo depois que Justo consagrou Romano como seu sucessor em Rochester. Bonifácio também deu a Justo uma carta congratulando-o pela conversão do rei "Adulualdo" (provavelmente Eadbaldo de Câncio), uma carta que está incluída na obra de Beda. O relato do venerável monge sobre a conversão de Eadbaldo afirma que fora Lourenço, o predecessor de Justo em Cantuária, o responsável pela conversão do rei, mas o historiador D. P. Kirby defende que a menção a Eadbaldo na carta faz com que seja mais provável que tenha mesmo sido Justo. Outros historiadores, incluindo Barbara Yorke e Henry Mayr-Harting, concluem que o relato de Beda está correto e Eadbaldo foi mesmo convertido por Lourenço. Yorke argumenta que havia dois reis em Câncio nesta época, Eadbaldo e Etelvaldo (Æthelwald), e seria este último o "Aduluado" citado por Bonifácio. Ela argumenta ainda que Justo teria convertido Etelvaldo de volta ao cristianismo após a morte de Etelberto.
Justo consagrou Paulino como o primeiro bispo de Iorque antes que ele acompasse a irmã de Etelberto, Etelburga (Æthelburg) até a Nortúmbria para o seu casamento com o rei Eduíno. Beda relata que Justo teria morrido em 10 de novembro, mas não cita o ano, provavelmente entre 627 e 631. Após a sua morte, Justo foi considerado um santo e ganhou uma festa no aniversário de sua morte. O Missal de Stowe, do século IX, comemora a sua festa juntamente com a de Melito e de Lourenço. Na década de 1090, suas relíquias foram transferidas para um santuário sob o grande altar da Abadia de Santo Agostinho em Cantuária. Nesta mesma época, uma Vita foi escrita sobre ele por Goscelino, assim como um poema por Reginaldo de Cantuária.[nota c] Outros materiais por Tomás de Elmham, Gervásio de Cantuária e Guilherme de Malmesbury, cronistas medievais posteriores, acrescentam pouco ao relato de Beda sobre a vida de Justo.